# Harold Varner III

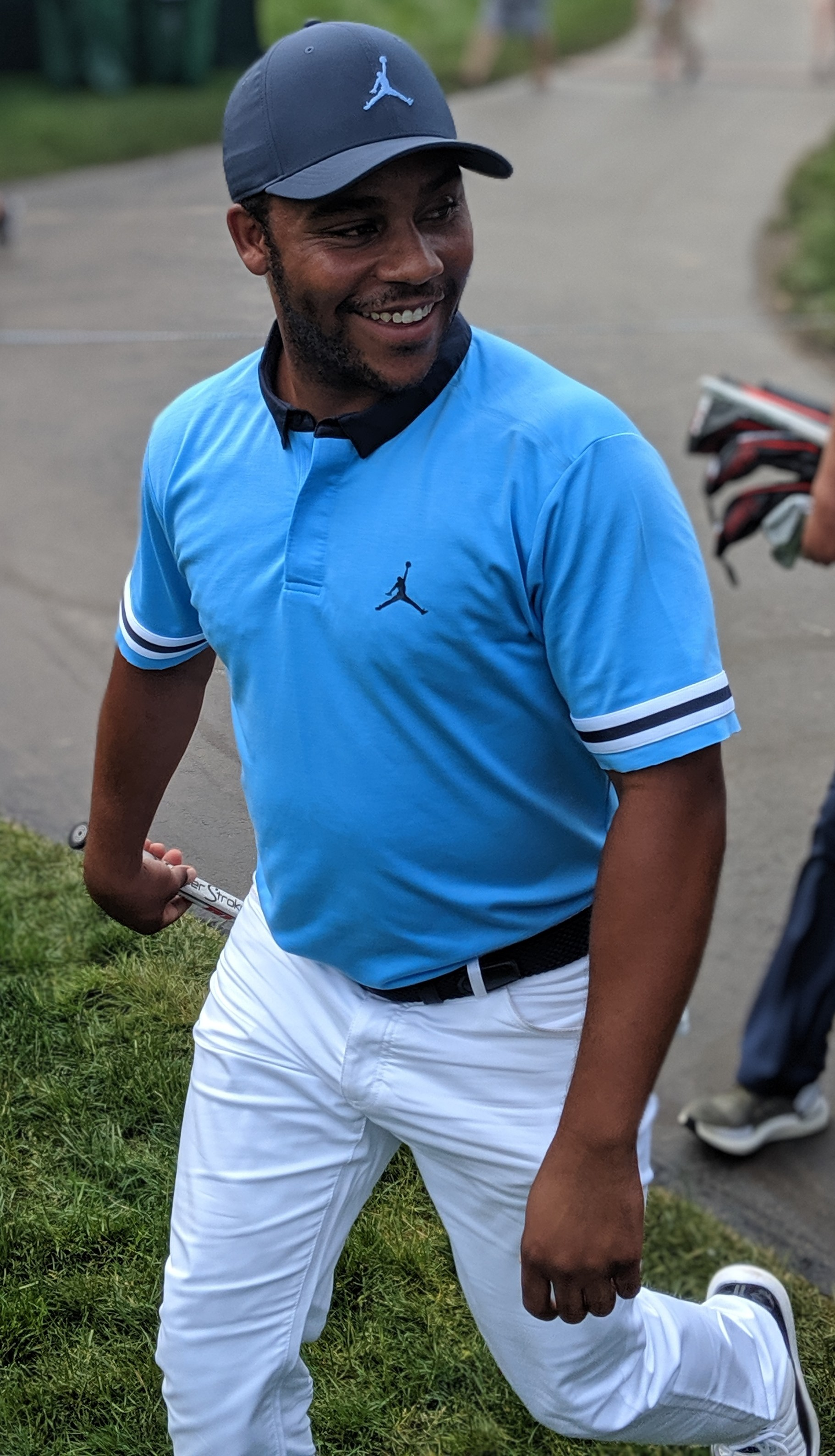
Harold Varner III, 2019.

Harold Varner III, född 15 augusti 1990 i Akron i Ohio, är en amerikansk professionell golfspelare som spelar för Liv Golf. Han har tidigare spelat bland annat på PGA Tour, PGA European Tour, Asian Tour, PGA Tour of Australasia och Korn Ferry Tour.
Varner III har vunnit en European-vinst, en Asian-vinst och en Australasia-vinst. Hans bästa resultat i majortävlingar är delad 14:e plats vid 2022 års The Masters Tournament. Han kom också delad sjua och delad sexa vid 2018 respektive 2022 års The Players Championship.
Han studerade vid East Carolina University och spelade golf för deras idrottsförening East Carolina Pirates.